# Бек-Пирумян, Даниел Абиссогомонович

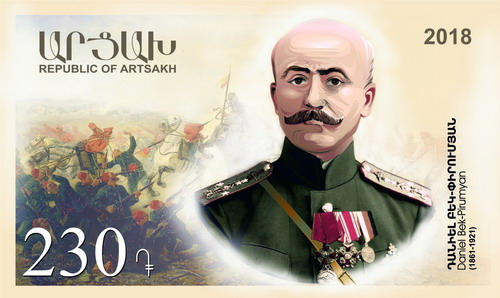
Даниэл Бек-Пирумян на почтовой марке Арцаха, приуроченной к 100-летию Сардарапатского сражения, 2018

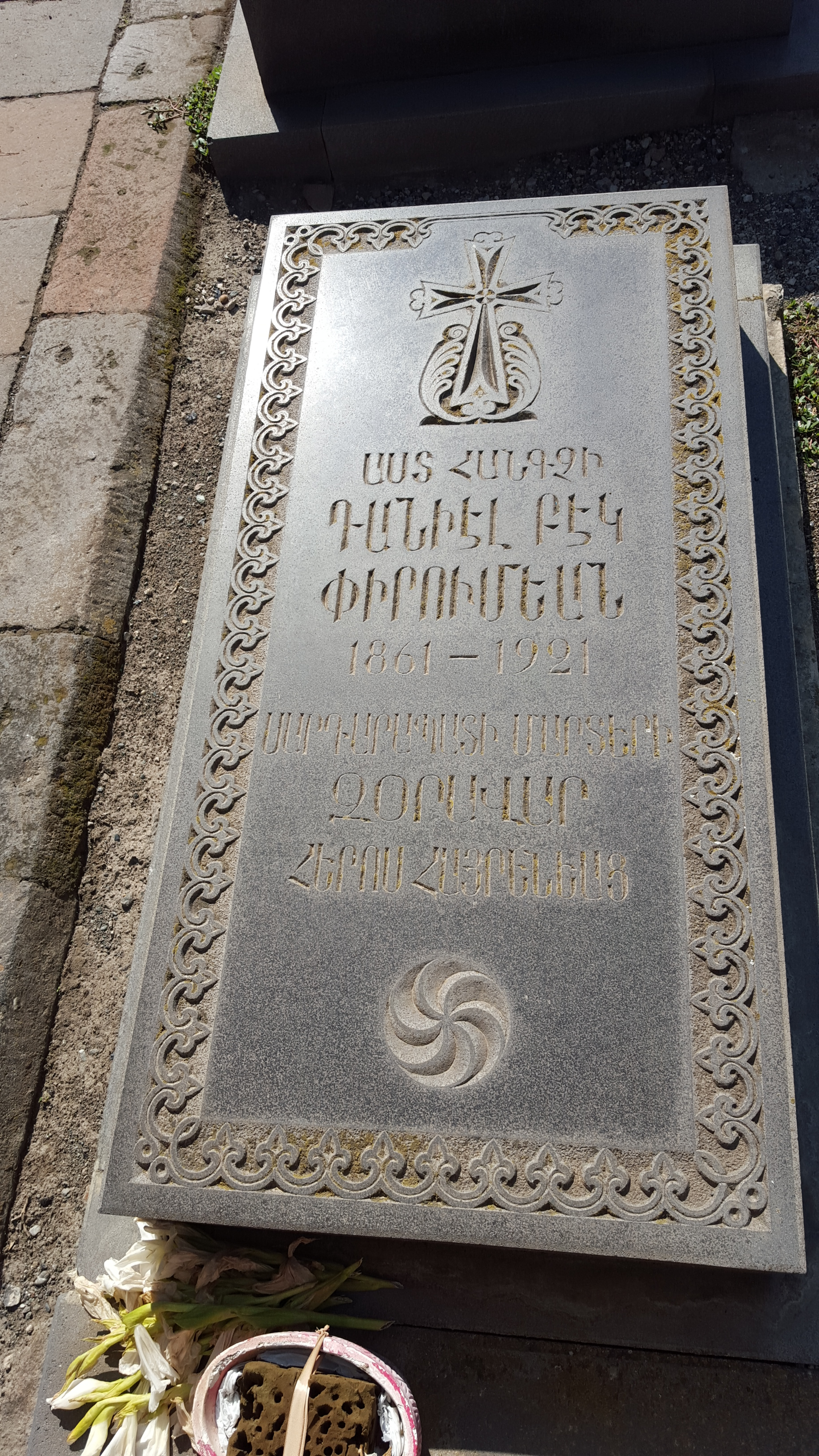
Надгробие Пирумяна в Эчмиадзине

Даниэл Абиссогомонович Бек-Пирумя́н (Даниил Бек-Пиру́мов) (арм. Դանիել բեկ-Փիրումյան; 22 ноября 1861, село Нахичеваник, Шушинский уезд, Елизаветпольская губерния, Российская империя — 10 октября 1922, Караклис, Армянская ССР, СССР) — русский и армянский военачальник, полковник Русской императорской армии, генерал-лейтенант армянской армии. Сражался на Кавказском фронте Первой мировой войны, участник Сардарапатского сражения, где армянские регулярные части под его командованием наголову разбили превосходящие турецкие войска на направлении главного удара.

## Биография
Даниэл Абиссогомонович Бек-Пирумян — уроженец Карабаха, потомок армянских беков. Окончил Шушинское городское училище, а военное образование получил в Тифлисском пехотном юнкерском училище (1881—1883 годы) и на курсах Ораниенбаумской офицерской стрелковой школы. Службу в российской армии начал в 1881 году, в 13-м лейб-гренадерском Эриванском полку.
В 1883 г. — подпоручик. В 1888 г. — поручик. В 1900 г. — штабс-капитан.
1902—1910 гг. — капитан 153-го Бакинского Его Императорского Высочества Великого Князя Сергея Михайловича полка 39-й пехотной дивизии 1-го Кавказского армейского корпуса.
1910—1914 гг. — подполковник и командир батальона того же полка.
С 1914 года — участник Первой мировой войны, командир батальона 156-го Елисаветпольского генерала князя Цицианова полка 39-й пехотной дивизии 1-го Кавказского армейского корпуса. С самого начала Великой войны Бек-Пирумян воевал на Кавказском фронте. Был ранен шрапнелью в грудь у села Геряк. В 1915 г. произведён в полковники. Был Высочайше пожалован Георгиевским оружием «за мужество, беззаветную храбрость и разумное командование под турецким губительным ружейным, пулемётным и в упор артиллерийским огнём», проявленные в бою при селе Азап-Кей в ночь с 31 декабря 1915 года на 1 января 1916 года. В 1916 г. Бек-Пирумян — помощник командира 153-го Бакинского Его Императорского Высочества Великого Князя Сергея Михайловича полка 39-й пехотной дивизии, награждённый за операции на Кавказском (Турецком) фронте почётным Георгиевским оружием и орденом. Во время Эрзерумской операции Бек-Пирумян, во главе 3-го батальона 153-го пехотного Бакинского полка, захватил турецкий форт Далангёз и на протяжении дня удерживал его от попыток турецкой армии отбить форт. Из 1400 оборонявших форт русских офицеров и солдат погибло 1100, оставшиеся в живых были ранены. Тем не менее, восемь штурмов форта были отбиты, и Далангёз так и не был отдан врагу.
После победы в России Октябрьской революции русские войска покинули занятые в ходе Первой мировой войны области Западной Армении, оголив Кавказский фронт. Вообще, большевики негласно поддерживали пантюркистский политический проект «Туран Йолу» (Дорога в Туран). Воспользовавшись ситуацией, Турция решила не только возвратить себе Западную Армению, но и захватить Восточную Армению и всё Закавказье. Нарушив заключённое в декабре 1917 года Эрзинджанское перемирие, турецкие войска 10 февраля 1918 года перешли в наступление, до конца апреля заняв Эрзинджан, Эрзрум, Сарикамыш, Карс, а 15 мая — Александрополь (совр. Гюмри). Над армянским народом снова нависла угроза физического уничтожения.
В 1918 году Даниэл Бек-Пирумян перешёл из русской в армянскую службу. Его назначили под командование генерала М. Силикова (Силикяна), сначала заместителем командующего Эриванским гарнизоном, а затем командиром Сурмалинского военного участка. В том же году командующим Армянским корпусом, генерал-лейтенантом Ф. И. Назарбековым Бек-Пирумян был представлен к званию генерал-майора.
Бек-Пирумян был командиром Сардарапатского отряда во время Сардарапатского сражения. Был назначен заместителем генерал-майора Силикяна по Сардарапатскому фронту. Проявил талант военачальника. 22 мая 1918 года руководимые им контингенты разбили и обратили в бегство турецких аскеров на центральном участке фронта. После упорных и тяжелых боев, 15-тысячная турецкая армия была почти уничтожена. В Сардарапатском деле участвовал и троюродный брат генерала — Погос Бек-Пирумян (1856—1921), командир 5-го Карабахского полка.
В 1919 году Даниэл Бек-Пирумян — комендант Карсской крепости. Приказом № 7 правительства Республики Армения по военному ведомству «о чинах военных» был оценен высоко и незамедлительно — 28 мая 1920 года: «Производятся: за особо выдающуюся и полезную службу Родине по пехоте: из генерал-майоров в генерал-лейтенанты комендант крепости Карс Пирумов Даниэл-бек…». Царское правительство не выпускало указ о производстве Даниэл-бека из полковников в генералы. Таким образом, правительством Республики Армения Даниэл Бек-Пирумян был дважды произведён в генералы: сначала в июле 1918 года — в генерал-майоры, а потом в мае 1920 года — в генерал-лейтенанты. Он командовал армянскими войсками в Карсском сражении и 30 октября 1920 года был взят в плен после падения города. Был освобождён в октябре 1921 года. Пирумян, здоровье которого ухудшилось в турецком плену, внезапно скончался в Эриване (ныне Ереван) осенью 1922 года. Похоронен во дворе церкви Святой Гаянэ в Эчмиадзине в Армении.

## Семья
Родители Абисогом Джавадович (1821—1872) и Далита в девичестве Саруханова (1839), у которых было 6 детей: помимо Даниэла сыновья Джавад, Михаил и Аршак, дочери Мина и Майко.

## Память
В 2013 году Юрий Левонович Пирумян, внук Даниэл Бек-Пирумяна, опубликовал книгу о жизни своего деда под названием «Жизнь Даниэл-бека Пирумяна». Пирумян написал книгу, используя архивные данные, отметив, что более поздние исторические публикации содержат много противоречащих друг другу фактов, тогда как его книга содержит задокументированные исторические факты.